# Jokioinen
Jokioinen (Jockis en sueco) es un municipio de Finlandia.
Está ubicado en la Región de Tavastia. El municipio tiene una población de 5.765 (2007), y cubre un área de 182,03 km² de los cuales 1,43 km² es agua. La densidad poblacional es de 31,2 habitantes por km².
El municipio es monolingüe (finés).
Una de sus atracciones turísticas es el Museo de Ferrocarriles.
La historia de Jokioinen está estrechamente ligada a la Hacienda de Jokioinen, la que fue establecida en 1562. La hacienda llegó a ser la más grande de Finlandia, durante el gobierno provincial del gobernador Von Willebrand. A comienzos de 1900, la hacienda ya contaba con un molino, silo, una fábrica de ladrillos, una herrería, y fábricas de jarabe y azúcar.
El Estado compró la hacienda, con el fin de regularizar su situación a las nuevas leyes sobre propiedad de la tierra. Para fines de 1922, varios miles de granjeros independientes se establecieron, estableciendo, entre otras, 650 granjas agrícolas.
Un total de 10.300 hectáreas permanecieron en poder del Estado, incluyendo unas 2 mil hectáreas de tierra cultivable. Algunas secciones de esta tierra fueron entregadas a otras agencias gubernamentales (La Granja Estatal y la pequeña Escuela Agrícola de Jokioinen, actualmente el Instituto de Instrucción Agrícola de Jokioinen)

## Economía
A fines de 2004, el sector productivo del municipio se dividía en: servicios 64.9%, procesos 23.3%, agricultura y bosques 9.6%

### Mayores empleadores
- MTT Investigación de Agroalimentos de Finlandia: 480
- Municipalidad de Jokioinen: 305
- Boreal Plant Breeding Ltd: 68
- Jokioisten Leipä Oy (pastelería): 45
- Suomen Sokeri Oy Finnsugar (azucarera): 44
- Pintos Oy: 40

## Villas
Haapaniemi, Jokioinen, Jänhijoki, Kiipu, Lammi, Latovainio, Minkiö, Niemi, Ojainen, Pellilä, Saari, Vaulammi

## Enlaces externos

Galería de imágenes
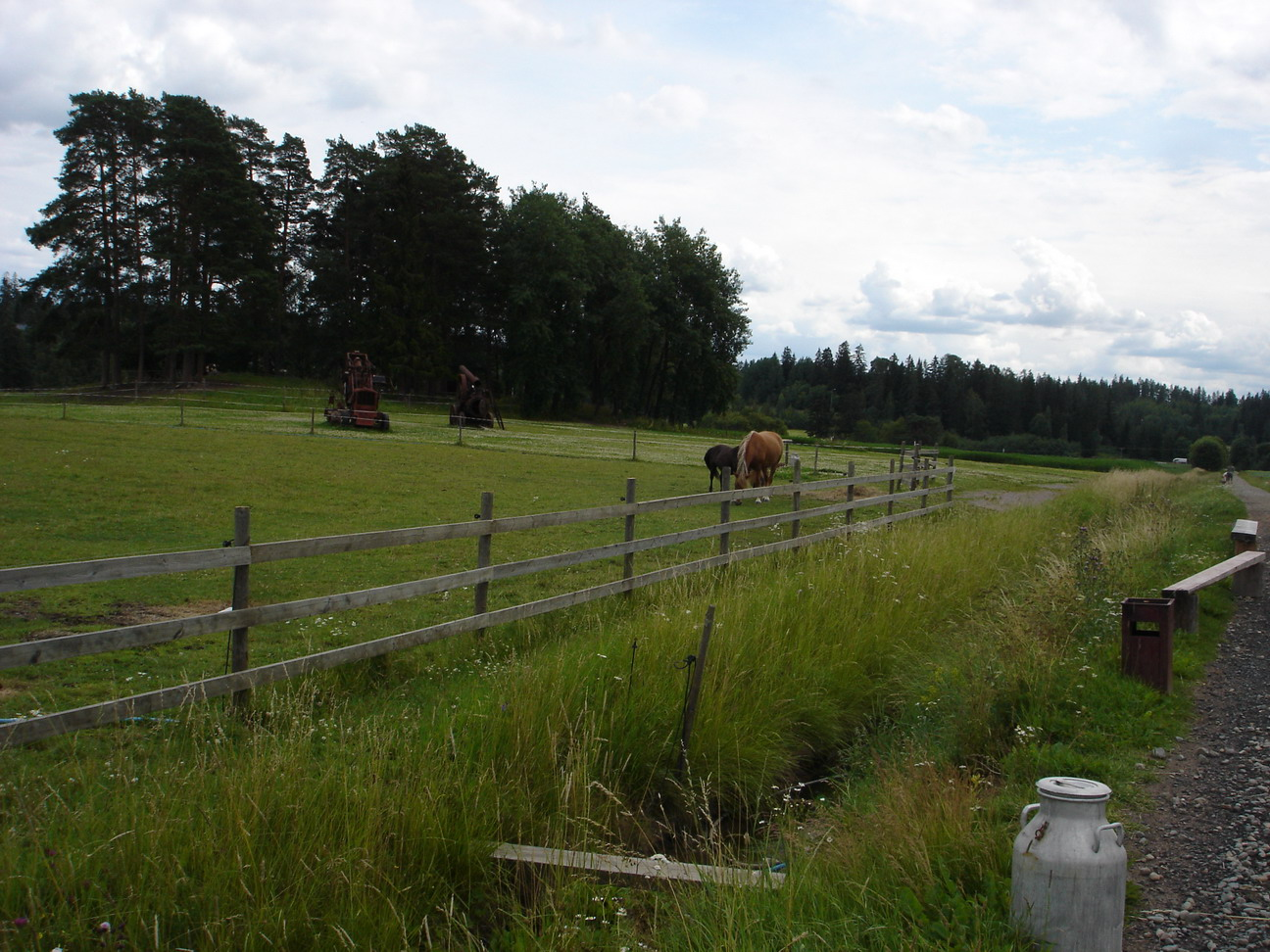
Hacienda de Jokioinen.
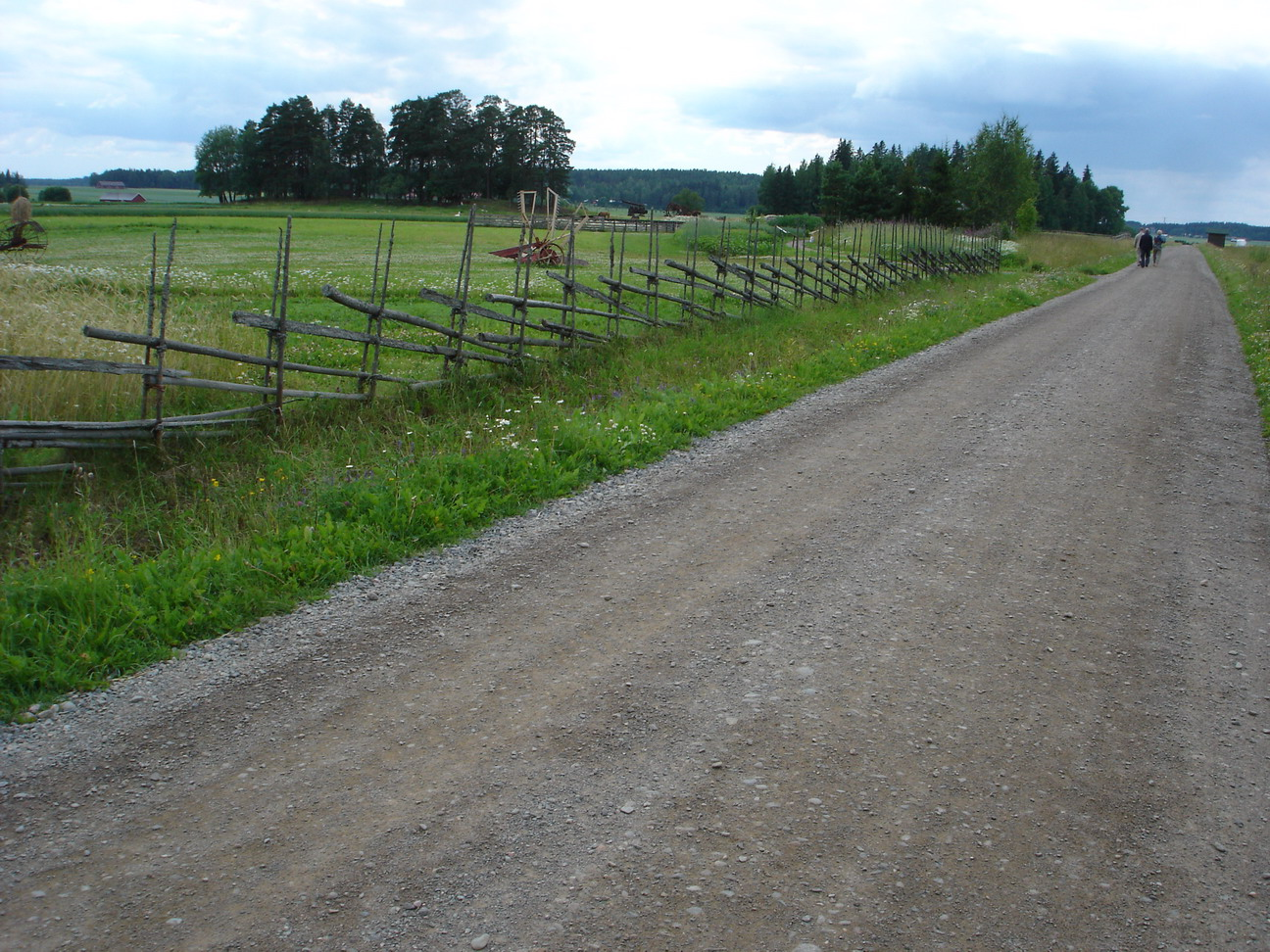
Hacienda de Jokioinen.
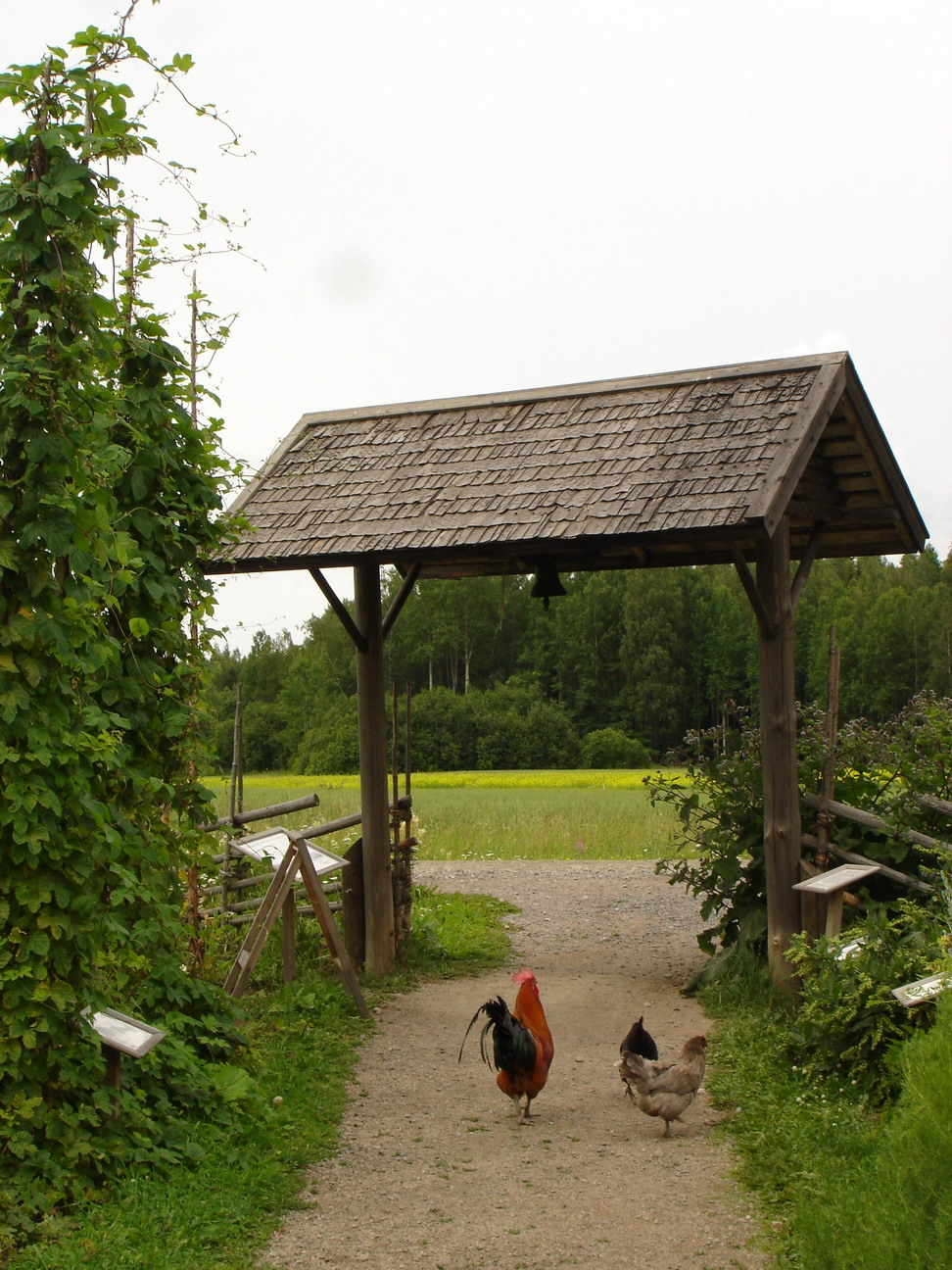
Entrada de la Hacienda de Jokioinen.